# Arpella africana
L'arpella africana (Circus ranivorus) és un ocell rapinyaire de la família dels accipítrids (Accipitridae). Habita aiguamolls i praderies de l'Àfrica central, Oriental i Meridional, a la conca del riu Congo, Uganda i Kenya, cap al sud fins al sud de Sud-àfrica. El seu estat de conservació es considera de risc mínim.